# 포스코청암재단
재단법인 포스코청암재단은 포스코가 2005년 9월 기존 장학재단을 확대 개편하여 만든 공익재단으로서, 포스코의 이념인 '인재육성,창의, 봉사'를 지향하며 포스코그룹의 글로벌 사회공헌활동을 체계적이고 광범위하게 수행하고 있다. 
아시아 각국과의 교류와 공동 증진에 힘쓰는 포스코아시아펠로십, 대한민국의 미래 성장 동력을 이끌어 갈 과학기술 인재를 양성하는 포스코사이언스펠로십, 과학/교육/봉사/기술 분야에서 탁월한 업적을 쌓은 인사를 시상하는 포스코청암상, 교육기회 불균형 해소를 위한 청소년 대상의 포스코유스펠로십을 4대 핵심사업으로 운영하여 포스코그룹의 사회적 책임을 실천하고 지속가능한 경영에 기여하고 있다.

[포스코아시아펠로십]
1.아시아한국유학장학
아시아학생한국유학장학은 아시아의 유망한 젊은 인재들에게 한국의 우수 대학원에서 석사 또는 박사과정을 이수하고 한국의 사회문화를 체험할 기회를 가질 수 있도록 등록금 전액과 생활비를 지원하는 아시아 미래리더 육성을 위한 장학 프로그램이다.
일반적인 장학사업이 한국인의 외국 대학 유학을 지원하는 '보내는 유학'임에 비해, 아시아학한국유학장학은 아시아의 인재를 한국으로 초청하여 공부할 수 있도록 지원하는 '불러오는 장학'인 점이 특징이다. 재단과 포스코 해외법인이 장학생 선발을 주도하고, 연간 100여명의 아시아 인재들에게 2~3년간 학비 전액과 생활비를 지원한다. 아시아학생들은 한국에서 석/박사 과정을 이수하는 동안 포항, 광양에서의 워크숍, 한국문화 체험활동,  봉사활동 등 각종 커뮤니티 활동을 하고 있으며, 장학생들은 졸업 후 자국으로 귀국하여 관계, 학계, 산업계에서 중견 리더로 활약하고 있다.
2. 아시아현지대학장학
재단과 협력 관계를 맺은 아시아 10 여개국의 최우수 대학에 재학 중인 인재를 선발, 지원하는 아시아 차세대 인재 육성 장학이다. 매년 300 여명을 선발하며 대학 등록금 수준을 고려하여 장학금을 지원하고 있으며, 현지 대학에서 개최하는 증서수여식에는 현지 정부 관계자, 한국 대사관 관계자, 자국으로 귀국한 재단 장학생, 포스코 현지법인 임직원 등이 참여하고 있다. 본 사업의 장학생이 대학 졸업 후 한국으로 유학을 희망하는 경우 재단의 아시아한국유학장학과 연계하여 시너지 효과를 높이고 있다.
3. 아시아오피니언리더펠로십
아시아오피니언리더펠로십은 아시아 국가의 미래 발전 가능성이 큰 젊은 엘리트들을 국내에 초청하여 약 2주 간의 국내 최고 전문가 강의와 국내 주요 산업현장탐방과 문화체험 등을 통해 한국-아시아 국가 간 상호이해와 협력 증진에 기여하고자 마련된 연수 프로그램이다.
아시아 국가의 오피니언 리더들은 한국에서 연수하는 동안 강의, 세미나, 산업현장 방문, 문화체험을 통해 한국경제 및 사회에 대한 심도있는 이해와 미래도전에 필요한 정책 및 경영 역량을 습득하고 아시아 국가의 오피니언 리더 간 상호교류를 통해 한국과 아시아 국가들의 동반성장에 기여하고 있다.

[포스코사이언스펠로십]
포스코사이언스펠로십은 '부존자원이 빈약한 우리나라가 선진국으로 진입하기 위해서는 과학 정예인재 육성에 힘을 기울여야 한다'고 강조한 청암 박태준 선생의 염원을 담아 2009년에 시작되었다.
포스코사이언스펠로십은 기초과학의 중요성을 새롭게 정립하는 사회적 분위기를 조성하고, 우리나라 산업기술의 신성장동력 기반이 되는 응용과학을 지원하여 대한민국의 미래를 이끌어 갈 과학기술 인재양성을 목표로 하고 있다. 
해외가 아닌 국내의 대학과 연구소에서 수학, 물리학, 화학, 생명과학 등 4개 분야의 기초과학과 금속/신소재, 에너지소재 등 2개 분양의 응용과학을 연구하는 젊고 유능한 신진교수를 매년 30여 명 선발하여 2년간 1억원의 연구비를 지원하고 있다.
대학 조교수로 갓 임용된 젊은 과학자들에게 외부 지원이 충분치 않은 상태에서 독자적인 연구나 실험을 시작하는데 크게 도움이 되고 있으며, '과학계의 신인상'으로 자리매김 하고 있다는 평가다.

[포스코청암상]
포스코청암상은 철강불모의 국가에서 제철보국의 일념으로 철강자립을 통해 우리나라 산업화와 조국 근대화의 초석을 닦은 청암 박태준 선생의 업적을 기념하고, 포스코 창업이념인 창의존중, 인재중시, 봉사정신에 대한 국민적 관심과 참여를 확산시켜 국가발전에 기여하고자 2006년에 제정되었다.
과학, 교육, 봉사, 기술 4개 부문을 시상하며 공정하고 엄격한 심사를 거쳐 탁월한 업적을 이룬 개인 또는 단체를 수상자로 선정하여 매년 4월 첫째주에 서울 포스코센터에서 개최되는 시상식에서 상금 2억원과 상패를 수여하고 있다.  
[포스코유스펠로십]
1.포스코비전장학
포스코비전장학은 인재양성과 교육기회 불균형 해소차원에서 포항, 광양지역 소재 고등학교 출신의 대학생들을 1학년 때 선발하여 대학 졸업 시까지 학비보조금을 지원하는 장학제도이다. 
매년 장학생 선발 후 워크숍과 제철소 견학을 통해 포스코의 성장역사를 체험하고, 하계캠프, 글로벌탐방, 진로 멘토링 프로그램 등을 통해 장학생들간의 교류와 네트워킹을 다지고 있다.

2. 포스코히어로즈펠로십
포스코히어로즈펠로십은 국가와 사회정의를 위해 살신성인의 자세로 자신을 희생한 의인이나 의인의 자녀가 안정적으로 학업을 지속할 수 있도록 지원하는 장학사업이다.
특히, 사회적 귀감이 되는 일반 시민들을 적극 발굴해 의로운 행동에 대한 사회적 관심을 높이고 우리사회 구성원들이 어려운 상황에서 서로 도울 수 있는 정의로운 사회를 만들어가는데 기여하고 있다.

3. 포스코등대장학
열심히 학업에 전념하며 타의 모범이 되고 있는 포항, 광양지역 고등학생을 지원하여 안정적인 학업 및 생활 여건을 조성하고 대학교 입학 후에도 비전장학 프로그램과 연계하여 지원 기회를 제공하는 프로그램이다.